# Devin Townsend
Devin Garrett Townsend (5 de maio de 1972) é um músico, compositor e produtor musical canadense. Ele foi o fundador, compositor, vocalista e guitarrista da banda de metal extremo Strapping Young Lad no período de 1994-2007 e teve uma extensa carreira como artista solo.
Após tocar em várias bandas de metal durante o período colegial, Townsend foi descoberto por uma gravadora em 1993 e foi solicitado a realizar os vocais no álbum de Steve Vai, "Sex & Religion". Depois do lançamento do álbum e sua turnê com Vai, Townsend estava desanimado com o que encontrou na indústria musical, e descarregou sua raiva sobre o seu álbum solo Heavy as a Really Heavy Thing lançado sob o pseudônimo de Strapping Young Lad. Ele logo montou uma banda com esse nome, e lançou o aclamado City em 1997. Desde então, ele lançou mais três álbuns de estúdio com Strapping Young Lad, juntamente com material solo liberado sob sua própria gravadora independente, HevyDevy Records.
A carreira solo de Townsend, um mix diversificado de hard rock, metal progressivo, música ambiente e new age, tem apresentado uma grande variação de músicos de apoio. Em 2002, ele formou a Devin Townsend Band, que gravou e entrou em turnê por dois álbuns. Em 2007, ele desfez tanto o Strapping Young Lad quanto o Devin Townsend Band, tirando esse tempo para passar com a sua família. Depois de um hiato de dois anos, ele começou a gravar novamente, e logo anunciou a formação do Devin Townsend Project. O projeto começou com uma série de quatro álbuns, lançados de 2009 a 2011, cada um escrito em um estilo diferente, e Townsend continua a gravar e fazer turnês sob o novo nome.
Durante todas as suas bandas, Townsend lançou vinte álbuns de estúdio e três álbuns ao vivo. Seu estilo de produção ja foi comparado com os estilos de Phil Spector e Frank Zappa. Sua forma de vocal versátil varia de gritos para um canto lírico-ópera, e sua composição é diversificada. O estilo musical de Townsend está enraizada no metal, e seus álbuns são escritos para expressar diferentes aspectos de sua personalidade.
Em 2021, seu álbum Deconstruction foi eleito pela Metal Hammer como o 19º melhor álbum de metal sinfônico de todos os tempos. Em 2024, seu álbum Ziltoid: Dark Matters foi eleito pela Loudwire como um dos 10 álbuns de metal progressivo mais "esquisitos" de todos os tempos.

## Discografia

### Álbuns solo
- Punky Brüster - Cooked On Phonics (19 de Março de 1996)
- Ocean Machine : Biomech (21 de Julho de 1997)
- Infinity (17 de Junho de 1998)
- Physicist (26 de Junho de 2000)
- Terria (6 de Novembro de 2001)
- Devlab (4 de Dezembro de 2004)
- The Hummer (15 de Novembro de 2006)
- Ziltoid The Omniscient (27 de Maio de 2007)
- Z² : Dark Matters (27 de Outubro de 2014)
- Empath (29 de Março de 2019)
- The Puzzle (3 de Dezembro de 2021)
- Snuggles (3 de Dezembro de 2021)
- Lightwork (4 de Novembro de 2022)

### Casualties of Cool
- Casualties of Cool (14 de Maio de 2014)

### The Devin Townsend Band
- Accelerated Evolution (31 de Março de 2003)
- Synchestra (31 de Janeiro de 2006)

### Devin Townsend Project
- Ki (22 de Maio de 2009)
- Addicted (17 de Novembro de 2009)
- Deconstruction (20 de Junho de 2011)
- Ghost (20 de Junho de 2011)
- Epicloud (18 de Setembro de 2012)
- Z² : Sky Blue (27 de Outubro de 2014)
- Transcendence (9 de setembro de 2016)

### Strapping Young Lad
- Heavy as a Really Heavy Thing (4 de Abril de 1995)
- City (11 de Fevereiro de 1997)
- Strapping Young Lad (11 de Fevereiro de 2003)
- Alien (22 de Março de 2005)
- The New Black (11 de Julho de 2006)

### ComSteve Vai
- 1993 - Sex and Religion (1993)